# 4556 Gumilyov
4556 Gumilyov (1987 QW10) là một tiểu hành tinh vành đai chính được phát hiện ngày 27 tháng 8 năm 1987 bởi Lyudmila Karachkina ở Nauchnyj.